# Microsoft Word
Microsoft Word är ett ordbehandlingsprogram utvecklat av Microsoft. Den första versionen av Word släpptes på marknaden 1983. Programmet ingår i programsviten Microsoft Office och finns utvecklat för såväl PC- som Mac-miljö.

## Början
Många av de ursprungliga idéerna för Microsoft Word kom från Bravo, som var den första ordbehandlaren med grafiskt gränssnitt, utvecklad av Xerox PARC. Bravos skapare Charles Simonyi lämnade Xerox för Microsoft 1981, och senare anställdes även Brodie, som arbetat med Simonyi med Bravo.
Microsoft Word släpptes för första gången för MS-DOS 2 maj 1983. Den sålde inte bra, främst på grund av konkurrenten WordPerfect. Även om MS-DOS var ett teckenbaserat operativsystem, var Word för DOS den första ordbehandlare för IBM PC som kunde visa markörer för exempelvis fet eller kursiv stil direkt på skärmen medan användaren skrev, även om det inte var ett äkta WYSIWYG-program. Andra ordbehandlare för DOS, som WordStar och WordPerfect, visade allting i ren text, och visade formaterad text i olika färger. Dock hade varje program på den här tiden egna, ofta komplicerade, kortkommandon som exempelvis användes för att spara eller ladda, och då de flesta sekreterare lärt sig använda WordPerfect och dess koder, var de flesta företag tveksamma inför att byta till en annan produkt, som endast innebar ett fåtal fördelar.
Word för Macintosh härstammar från DOS-versionen, och blev på samma sätt så småningom källan till Word för Windows 1.0. Efter att Word för Macintosh lanserades 1985 fick det ett brett mottagande, och som annan Mac-mjukvara, var Word för Mac ett äkta WYSIWYG-program. Word 2.0 släpptes aldrig till Mac, detta var det första försöket att synkronisera versionnummer mellan plattformar.
Den andra releasen av Word för Macintosh, Word 3.0, lanserades 1987 innehöll flera interna förbättringar och nya funktioner, men innehöll många buggar då den lanserades innan den var färdigutvecklad. Alla registrerade 3.0-användare fick gratisutgåvor av 3.01, vilket gjorde den här lanseringen till en av Microsofts dyraste misstag dittills. Word 4.0 lanserades 1989 och var en mycket framgångsrik och stabil produkt.

## 1990 till 1995
De första versionerna av Word för Windows lanserades 1989, och kostade 500 amerikanska dollar. Då Windows 3.0 lanserades året efter började försäljningssiffrorna öka, då Word 1.0 fungerade mycket bättre med Windows 3.0 än med tidigare Windows-versioner. Till en början kom ingen Windows-version av WordPerfect och då Word 2.0 släpptes blev den en marknadsledare.
Word för Macintosh hade aldrig några större rivaler, även om ordbehandlaren Nisus Writer innehöll funktioner som inte inkluderades förrän Word 2002 i Office XP. Word 5.1 till Mac, släppt 1991, var en populär ordbehandlare mycket på grund av sin elegans, användarvänlighet och många funktioner. Version 6.0 till Mac, släppt 1994, hånades dock brett. Den var den första Word-versionen som skrevs av samma kod för både Windows och Mac, och hävdades av många vara långsam, klumpig och minnesintensiv. Windows-versionen numrerades 6.0 för att koordinera namn mellan plattformarna, även om den tidigare versionen var 2.0.
Senare versioner av Word har haft andra funktioner än enbart ordbehandling, exempelvis inkluderas en enkel ritfunktion.

## Dagsläget
Många ordbehandlare som AbiWord och OpenOffice.org använder sig av import- och exportfilter för Word-dokument, upp till Word 97, detta för att vara kompatibla med marknadsledaren. Dock är det vanligt att dokument sparade i nyare versioner av Word inte går att konvertera till andra program, då Microsoft hållit dessa format privata. På sistone har Microsoft börjat arbeta mot XML-baserade filformat.
Under 2000 släppte Microsoft en ny version av Word till DOS, 5.5
Som andra Officeprodukter kan Word modifieras med hjälp av ett inbyggt makroprogrammeringsspråk. Detta kan dock även användas för att sprida datorvirus, exempelvis skapades Melissaviruset på det här viset.